# Čakov (ort i Tjeckien, Södra Böhmen)
Čakov är en ort i Tjeckien.   Den ligger i regionen Södra Böhmen, i den sydvästra delen av landet, 120 km söder om huvudstaden Prag. Čakov ligger 451 meter över havet och antalet invånare är 214.
Terrängen runt Čakov är platt åt nordost, men åt sydväst är den kuperad.Runt Čakov är det ganska glesbefolkat, med 42 invånare per kvadratkilometer. Närmaste större samhälle är České Budějovice, 12,2 km öster om Čakov. I omgivningarna runt Čakov växer i huvudsak blandskog.